# 순치 탄음
순치 탄음(脣齒彈音)은 닿소리의 하나이다.

## 발음 방법
윗니를 아랫입술에 튕겨 소리낸다. 대충 v(유성 순치 마찰음)를 탄음으로 발음한다고 생각하면 쉽다.

## 국제 음성 기호
2005년 추가되었으며, 국제 음성 기호로는 ⱱ로 표기한다. 또는 v 위에 반달표를 붙인 표기를 쓰기도 한다.

## 조음의 예
- 콩고의 모노어: vw에서 이 소리가 난다. v·w와는 별개의 자음이다.

## 같이 보기
- 무성 순치 탄음
- 국제 음성 기호